# Động đất Vân Nam 2000
Động đất Vân Nam 2000 (tiếng Trung: 2000年姚安地震) là trận động đất xảy ra vào lúc 7:37 (theo giờ địa phương), ngày 15 tháng 1 năm 2000. Trận động đất có cường độ 5.9 richter, tâm chấn độ sâu khoảng 10 km. Hậu quả trận động đất đã làm 7 người chết, 2.528 người bị thương.